# Andy Harris
Andrew Peter Harris, detto Andy (New York, 25 gennaio 1957), è un politico statunitense, membro della Camera dei rappresentanti per lo stato del Maryland dal 2011.

## Biografia
Figlio di un anestesista ungherese e di un'immigrata polacca, Harris nacque a New York e dopo la laurea in medicina all'Università Johns Hopkins divenne un anestesista come suo padre. Per molti anni Harris lavorò come medico per la marina, nelle cui riserve si era arruolato, finché non si congedò col grado di comandante.
Nel frattempo entrò in politica con il Partito Repubblicano e nel 1998 venne eletto all'interno della legislatura statale del Maryland, dove rimase per i successivi dodici anni.
Nel 2008 si candidò alla Camera dei rappresentanti e nelle primarie repubblicane sconfisse il deputato in carica da diciotto anni Wayne Gilchrest, accusandolo di essere troppo moderato. Nelle elezioni generali affrontò il democratico Frank Kratovil, che venne appoggiato anche da Gilchrest, finendo per essere sconfitto di misura da lui.
Due anni dopo Harris sfidò nuovamente Kratovil e questa volta lo sconfisse venendo eletto deputato. Da allora fu sempre riconfermato dagli elettori con elevate percentuali di voto.